# Мануил (Тарнавский)
Епи́скоп Ману́ил (в миру Михаи́л Ива́нович Тарна́вский; 14 февраля 1904, село Бурдяковцы, округ Борщёв, Королевство Галиции и Лодомерии — 25 сентября 1943, близ села Свинарин, Турийский район, Волынская область) — сначала иерарх Украинской автокефальной православной церкви, а позднее — Украинской автономной православной церкви, епископ Владимиро-Волынский и Ковельский

## Биография
Родился в 1904 году в селе Бурдяковцы в Восточной Галиции (ныне в Тернопольской области) в грекокатолической семье.
В 1928—1930 годах учился в духовном училище при базилианском Креховском монастыре подо Львовом. В 1930—1932 годах учился в Львовской грекокатолической богословской академии, где писал богословские статьи.
В 1932 году принял православие и переехал в Варшаву, где служил некоторое время псаломщиком. Состоял в юрисдикции Польской православной церкви.
В 1932—1933 годы учился на богословском факультете Варшавского университета.
В марте 1933 года был рукоположён во диакона, в августе того же года — во иерея.
С декабря 1941 года состоял в юрисдикции Поликарпа (Сикорского), который по благословению предстоятеля Польской православной церкви, митрополита Дионисия (Валединского), возглавил Украинскую автокефальную православную церковь (УАПЦ). Перешёл служить в кафедральный собор в Луцке вторым священником.
По инициативе Поликарпа отец Михаил (к тому времени овдовевший) переехал в Киев, где принял монашеский постриг.
11 мая 1942 года в Андреевском соборе Киева был хиротонисан во епископа Белоцерковского, викария Киевско-Чигиринской епархии УАПЦ. Рукополагали архиереи Никанор (Абрамович) и Игорь (Губа).
Вскоре из-за конфликтов с Сикорским решил вернуться через покаяние в юрисдикцию Московского патриархата. Принёс покаяние митрополиту Алексию (Громадскому) в грехе раскола.
Был принят в сане архимандрита и 22 июля 1942 года в Почаевской лавре перерукоположён в епископа Владимиро-Волынского. Служил в Успенском соборе во Владимире-Волынском.
Обладая хорошими организаторскими способностями, владыка Мануил основал при Успенском соборе во Владимире-Волынском курсы для подготовки священников, диаконов и псаломщиков с 6-месячным сроком обучения.
6 июня 1943 года в Ковеле участвовал в Архиерейском соборе, на котором епископ Каменец-Подольский и Брацлавский Дамаскин (Малюта) был избран «старшим епископом» генерального округа Волынь-Подолье, а викарный епископ Владимиро-Волынский Мануил стал епархиальным архиереем с титулом епископа Владимиро-Волынского и Ковельского.
В начале августа 1943 года к епископу Мануилу приехал епископ Переяславский УАПЦ Мстислав (Скрыпник), потребовавший вернуться к автокефалистам, в противном случае угрожал расправой.
В конце августа или в начале сентября 1943 года епископ Мануил был похищен неизвестными людьми из своей резиденции при Успенском соборе во Владимире-Волынском.
В сентябре 1943 года повешен бандеровцами в лесу около Владимира-Волынского.